# Imre Rajczy
Imre Rajczy, född 8 november 1911 i Szombathely, död 31 mars 1978 i Buenos Aires, var en ungersk fäktare.
Rajczy blev olympisk guldmedaljör i sabel vid sommarspelen 1936 i Berlin.